# Catarina Månsdotter
Catarina Månsdotter (em sueco:  Karin Månsdotter; lit. "Catarina, filha de Måns"; Estocolmo, 6 de novembro de 1550 – Kangasala, 13 de setembro de 1612) foi a esposa do rei Érico XIV e Rainha Consorte da Suécia entre julho e setembro de 1568. Ela entrou em 1564 para o serviço de Isabel, irmã do rei, e no ano seguinte acabou se tornando amante oficial (frilla) de Érico. Os dois se casaram morganaticamente em 1567 e oficialmente um ano depois.

Érico foi deposto por seu meio-irmão João III pouco depois do casamento e Catarina foi aprisionada junto com o marido em vários castelos, enquanto seus filhos ficaram aos cuidados da rainha viúva Catarina Stenbock. Ela foi separada do rei a força em 1573 e levada para viver no Castelo de Turku na Finlândia, permanecendo em prisão domiciliar até a morte de Érico em 1577. Catarina foi em seguida libertada e passou o resto de sua vida vivendo na mansão real (kungsgård) de Liuksiala em Kangasala.